# Брендак Людмила Євстратіївна
 Бренда́к (Трачу́к) Людми́ла Євстра́тіївна  (* 25 травня 1949, Дружне (Хмільницький район), Вінницька область) — українська письменниця. Член Національної спілці письменників України з 2024 року.

## Біографія
Народилася 25 травня 1949 р. в с. Дружне тепер Калинівської міської громади Хмільницького району на Вінниччині. Навчалася в Полтавському кооперативному технікумі, працювала на Вороновицькому плодоконсервному заводі. Після закінчення Тернопільського фінансово-економічного інституту (1979) була бухгалтером на цукрозаводах Вінницької, Тернопільської та Черкаської областей. Від 2000 р. до виходу на пенсію 2006 р. — голова правління асоціації «Картопля та овочі Поділля».
Проживає у смт Вороновиця.

## Літературна діяльність
Прозаїк, поетеса, дитяча письменниця. Пише з шкільної пори. Перша публікація — в Калинівській районній газеті. Наставником в літературі вважає Леоніда Пастушенка. Схвальні відгуки отримала від Миколи Рябого та Василя Кобця.
Авторка понад двох десятків різножанрових книг «У суцвітті бузку» (2002, 2007), «На мамине свято» (2006), «Під знаком любові» (2003, 2006), «Маленька повість про велике кохання» (2005, 2007), «Украли зятя» (2007), «Казки» (2011), «Любисткові діти» (2012), «Чудернацькі пригоди на вільховому острові» (2012), «Весільна сукня і присмак піци» (2012), «Таежная нежность» (2014), «Посестри» (2014), «Про котика Боню і маленьку доню» (2015), «У бабусі є коза» (2016), «Як козаки нечисть перемогли» (2017), переклад українською книги Олександра Коротка «Інтервенція сонця» (2017), «Таке довге… коротке життя» (2019), «Осінь зрілого серця» (2020), «Для дітей і про дітей» (2020), «Сколопендра, або Хто Я?» (2021), «Я і війна» (2023), «Війна і ми» (2023), «Войовничий їжачок та безстрашний павучок» (2023), «Лінії між двома війнами» (2024).
Друкується у періодиці, має публікації в альманахах «Калинівське намисто», «Калинівщина літературна», «Подільська пектораль», «Економічна ліра» та ін. Понад два десятки віршованих текстів стали піснями у виконанні О. Янушкевич та Т. Скомаровської.
25 квітня 2024 р. рішенням секретаріату Національної спілки письменників України поповнила її лави.

## Відзнаки
- Всеукраїнська літературно-мистецька премія імені Євгена Гуцала (2024)[2]